# Hermans-Bodmyrtjärnen
Hermans-Bodmyrtjärnen är en sjö i Piteå kommun i Norrbotten och ingår i Jävreåns huvudavrinningsområde. Sjön har en area på 0,0488 kvadratkilometer och ligger 51 meter över havet.

## Delavrinningsområde
Hermans-Bodmyrtjärnen ingår i det delavrinningsområde (724320-175902) som SMHI kallar för Ovan 724265-176267. Medelhöjden är 52 meter över havet och ytan är 21,35 kvadratkilometer. Räknas de 4 avrinningsområdena uppströms in blir den ackumulerade arean 81,2 kvadratkilometer. Avrinningsområdets utflöde Jävreån mynnar i havet. Avrinningsområdet består mestadels av skog (80 procent). Avrinningsområdet har 1,04 kvadratkilometer vattenytor vilket ger det en sjöprocent på 4,9 procent.